# Амазон жовтолобий
Амазон жовтолобий (Amazona farinosa) — птах родини папугових.

## Зовнішній вигляд
Довжина тіла 38-42 см; вага 540—700 г. Основне забарвлення зелене з біло-сірим нальотом, папуга утворює враження посипаного борошном. Пір'я потилиці із широкою сіро-фіолетовою облямівкою. На передній частині голови жовта пляма (в окремих особин може бути зменшена або зовсім відсутня). Вигин крила — червоно-жовтий або червоно-маслиновий. Махове пір'я фіолетово-біле на кінцях. На другорядному маховому пір'ї 4-5 червоних «дзеркал». Кільця навколо очей білі. Дзьоб сірий, у заснування кольору кістки. Райдужка коричнева або червона. Лапи сірі.

## Розповсюдження
Зустрічається від Південної Мексики до Болівії й півночі Бразилії.

## Спосіб життя
Населяють вологі тропічні сельви до висоти 1200 м над рівнем моря. Тримаються парами або більшими зграями. Харчуються переважно плодами, насінням, ягодами, горіхами, квітками й бруньками.

## Розмноження
У кладці звичайно 3 яйця. Насиджує самка протягом 28 днів. Самець годує самку протягом усього інкубаційного періоду.